# Gibbs (Einheit)
Das Gibbs (Einheitenzeichen: gibbs), benannt nach dem US-amerikanischen Physiker Josiah Willard Gibbs, ist eine Maßeinheit der Molaren Oberflächenkonzentration.
1 gibbs = 10−14 mol/m2

## Quelle
- François Cardarelli: Scientific Unit Conversion. A Practical Guide to Metrication, Springer Verlag, London 1997, S. 198.